# Ragazze d'oggi
Ragazze d'oggi è un film italiano del 1955, diretto da Luigi Zampa.

## Trama
Peppino Bardellotti, vedovo, vive a Milano del suo modesto lavoro di rappresentante di commercio. Ha quattro figlie, di cui tre in età da marito, seguite dalla cognata Matilde, che le incita a sistemarsi sposando un uomo ricco, e due delle ragazze, Sofia e Tilde, seguendo queste esortazioni avviano delle relazioni con due uomini facoltosi, o presunti tali. Anna, la terza figlia, è invece fidanzata con Sandro, semplice impiegato di una compagnia aerea che, a causa del suo scarso reddito e delle sue idee più moderne sul ruolo della donna, non viene ben accolto dalla famiglia.
Ma i sogni di agiatezza inseguiti dalle due ragazze si infrangono contro un'amara realtà. Sofia viene illusa dal fidanzato Mongardi, che prima promette di sposarla ma poi l'abbandona cedendo al ricatto economico del padre, un ricco industriale contrario al matrimonio. Tilde si troverà coinvolta nel tentativo del losco Armando di avviarla sulla strada della prostituzione. Esse comprendono l'illusione di aver voluto entrare nel cinico mondo dei ricchi e tornano quindi, perdonate, in famiglia. Anna, invece, rifiuta una possibile strada per il successo nel cinema e sposa Sandro, partendo felice con lui per il viaggio di nozze. Subito prima della partenza di Anna, Bardellotti ha un colloquio con Mongardi padre, il cui figlio si è allontanato da lui, lavorando e dimostrando di essere maturo, e l'industriale desidera rimediare al suo operato, e se ancora possibile, riunire Sofia e suo figlio.

## Realizzazione del film

### Soggetto e sceneggiatura
Inizialmente il soggetto prevedeva il racconto del matrimonio di tre ragazze, figlie di un capo operaio di Sesto San Giovanni e a questa ipotesi aveva lavorato Zampa, assieme a Flaiano nel 1954, con un possibile cast formato da Sophia Loren, May Britt ed Armenia Balducci. Secondo la rievocazione di Zampa, questa idea iniziale venne poi adattata alla richiesta di Carlo Ponti di ideare una vicenda per far debuttare nel cinema due giovanissime neo attrici, la Allasio e la Cerasoli, che il produttore aveva sotto contratto assieme alla Balducci, che in questo caso compare come Bella Visconti.
L'ambientazione venne trasferita dall'ambiente operaio della cintura milanese a quello della città e soggetto e sceneggiatura furono quindi elaborati dal solo Zampa in funzione di quell'esigenza produttiva. A tale scopo il regista, che affermò di aver tratto ispirazione anche delle recenti vicende del Caso Montesi, dichiarò essere sua intenzione «proporre un problema di scottante attualità: è nel lavoro che le ragazze devono trovare indipendenza, il matrimonio non è un modo per sistemarsi»  

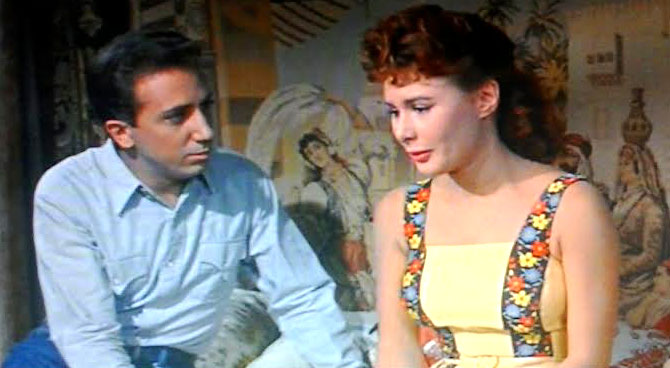
Mike Bongiorno e Marisa Allasio in una scena del film. La prova di Bongiorno ebbe commenti negativi

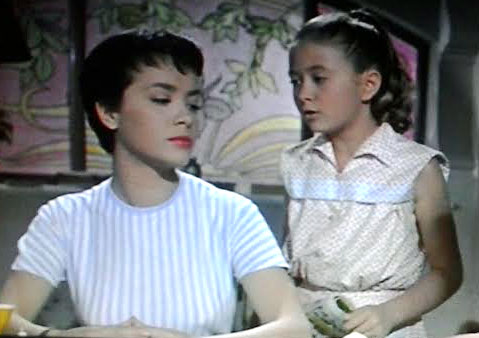
Armenia Balducci e Paola Quattrini, 11 anni, in Ragazze d'oggi

### Riprese
Ragazze d'oggi, primo film a colori di Zampa, è l'unico dei quasi 40 da lui diretti che sia ambientato e girato, per gli esterni, a Milano, con scene riprese nella zona dei Navigli ed in piazza del Duomo.  Nel film compare anche uno dei primi grattacieli di Milano, la Torre Breda di piazza della Repubblica, situata a poca distanza dalla stazione Centrale. Durante la lavorazione, che iniziò alla fine di agosto del 1955, Zampa ebbe come aiuto regista un quasi esordiente Nanni Loy, al tempo ventenne.

### Interpreti
Oltre alla tre giovanissime attrici, delle quali solo l'allora diciannovenne Allasio ebbe poi un grande successo interpretando l'anno successivo Poveri ma belli, sono presenti anche una giovane (11 anni), ma non debuttante, Paola Quattrini, affiancata all'affermato ed esperto Paolo Stoppa. Sul set di Ragazze d'oggi diventa attore Mike Bongiorno; si tratta di una delle poche occasioni in cui egli non interpreta se stesso, ma uno "steward" della LAI, un'antesignana dell'Alitalia, in una prova che suscitò unanimi critiche negative. Ha un ruolo anche, in una rarissima apparizione cinematografica, Billa Pedroni (Billa Billa), una protagonista del mondo culturale milanese dei primi anni cinquanta, inizialmente attiva assieme a Franca Valeri in alcune attività teatrali, che poi lascerà per sposare Marco Zanuso.
La logica della co produzione con la Francia portò alla partecipazione di alcuni affermati attori d'oltralpe, in base agli obblighi stabiliti dall'accordo italo - francese, il primo ad essere stato stipulato per regolare i rapporti in campo cinematografico. Accordi peraltro pesantemente criticati dal mondo del cinema ed infatti, secondo i commenti, anche in questo caso «non si capisce perché attori francesi di buon nome siano stati inseriti in particine senza rilievo a fianco di attrici modeste».

### Rapporto con la censura
Nonostante un tema apparentemente innocuo, Ragazze d'oggi ebbe qualche problema con la rigida censura del tempo, anche se il film non dovette certamente subire le vicissitudini in cui erano incorse negli anni precedenti altre opere di Zampa come Anni facili o  La romana. In questo caso furono imposte modifiche ad alcuni dialoghi relativi alla libertà ed autonomia femminile ed all'apertura dei costumi sessuali. Dopo questi interventi il film venne autorizzato (n.o. 20355 del 24 dicembre 1955) ed iniziò a circolare nelle sale tra la fine del 1955 ed il gennaio 1956. 
Fu anche autorizzato all'esportazione e venne distribuito in Portogallo (Raparigas de Hoje), in Messico, (Muchachas de hoy), in Brasile (Brotos do Século - "Giovani di adesso"), in Germania (Vater, wir vollen heiraten - Papà, ci vogliamo sposare), in Francia (Jeunes filles d'aujourdhui),. Non ebbe invece seguito il progetto di realizzare una versione francese del film, che avrebbe dovuto chiamarsi Montparnasse.

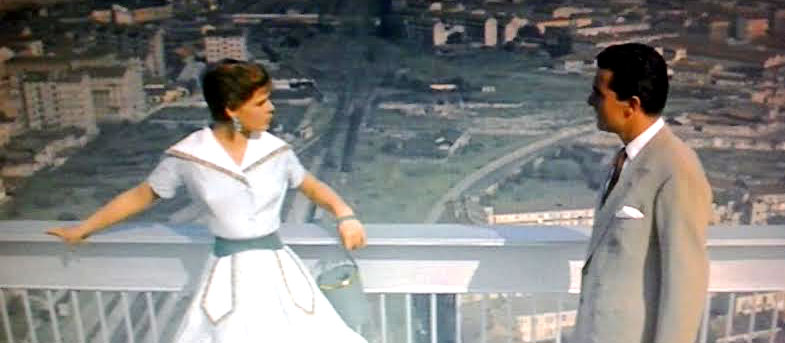
Lilli Cerasoli ed Edoardo Bergamo in una scena di Ragazze d'oggi girata dall'alto della Torre Breda di Milano, al tempo ancora in fase di completamento

## Accoglienza

### Critica
Ragazze d'oggi suscitò commenti negativi da parte della critica del tempo, che lo definì in vario modo, da «desolante» a «facilone e superficiale», mentre secondo un altro commento «se per farsi ascoltare bisogna "fumettizzarsi" Zampa ha cercato di adeguarsi a tale livello perché ha fornito al pubblico una realtà sorretta dal luogo comune ed appagata dal convenzionale», e questa caduta di stile viene attribuita alla morte, avvenuta l'anno precedente, di Brancati, grazie ai cui soggetti Zampa aveva firmato i suoi film più corrosivi.
Per quanto meno drastici, anche altri commenti furono di scarso apprezzamento. Così La Stampa che lo definì «un filmetto fuori dalla realtà e non ha nulla che non si addica alle ragazze di tutti i tempi [anche se] il raccontino è abbastanza piacevole», mentre secondo il Corriere della sera si trattava di «un film di eccellenti intenzioni [ma] che dice cose risapute».
I giudizi successivi si alternano tra «un tentativo di commedia progressista» alla «mediocre commedia di costume sul piano inclinato del sentimentalismo». In qualche caso si riconosce al film il merito di aver rappresentato il tema del lavoro inteso come via alla autorealizzazione femminile e di sostenere il diritto ad avere un marito scelto, e non imposto, o visto come una "sistemazione" anche se si evidenzia come non sia un caso che questi messaggi vengano ambientati nella Milano simbolo della modernità e dei cambiamenti.

### Risultato commerciale
La pellicola ha incassato 299.300.000 di lire. In questo modo il film di Zampa risultò intorno al trentesimo posto della classifica d'incasso dei circa 130 film prodotti in Italia nel 1955, anno in cui il film più "ricco" risultò La donna più bella del mondo, che superò il miliardo ed 800 milioni di introito.